# Championnats d'Europe de marathon (canoë-kayak) 1995
Navigation
1997
Les 1ers championnats d'Europe de marathon en canoë-kayak de 1995 se sont tenus à Murcie en Espagne, sous l'égide de l'Association européenne de canoë.

## Podiums

### K1
| Rang               | Athlète        | Pays     | Temps           |
| ------------------ | -------------- | -------- | --------------- |
| Médaille d'or      | Edwin de Nijs  | Pays-Bas | 2 h 06 min 58 s |
| Médaille d'argent  | Tonny Benschop | Pays-Bas | 2 h 08 min 34 s |
| Médaille de bronze | István Salga   | Hongrie  | 2 h 09 min 25 s |

| Rang               | Athlète         | Pays     | Temps           |
| ------------------ | --------------- | -------- | --------------- |
| Médaille d'or      | Andrea Pitz     | Hongrie  | 2 h 18 min 31 s |
| Médaille d'argent  | Nicole Bulk     | Pays-Bas | 2 h 22 min 00 s |
| Médaille de bronze | Kornélia Szonda | Hongrie  | 2 h 24 min 01 s |

### K2
| Rang               | Athlète                       | Pays      | Temps           |
| ------------------ | ----------------------------- | --------- | --------------- |
| Médaille d'or      | José da Silva João Gomes      | Portugal  | 1 h 56 min 21 s |
| Médaille d'argent  | Rick Daman Dolph te Linde     | Pays-Bas  | 2 h 00 min 16 s |
| Médaille de bronze | Martin Martiny Richard Opálka | Slovaquie | 2 h 01 min 10 s |

| Rang               | Athlète                       | Pays     | Temps           |
| ------------------ | ----------------------------- | -------- | --------------- |
| Médaille d'or      | Ágnes Erdődi Andrea Biro      | Hongrie  | 2 h 16 min 02 s |
| Médaille d'argent  | Katalin Suhaj Nóra Egedy      | Hongrie  | 2 h 25 min 20 s |
| Médaille de bronze | Susana Ferreira Luísa Azevedo | Portugal | 2 h 28 min 07 s |

### C1
| Rang               | Athlète          | Pays               | Temps           |
| ------------------ | ---------------- | ------------------ | --------------- |
| Médaille d'or      | Gábor Kolozsvári | Hongrie            | 2 h 40 min 27 s |
| Médaille d'argent  | Béla Jakus       | Hongrie            | 2 h 40 min 31 s |
| Médaille de bronze | Jan Klimek       | République tchèque | 2 h 46 min 47 s |

## Tableau des médailles
| Rang  | Nation             | Or | Argent | Bronze | Total |
| ----- | ------------------ | -- | ------ | ------ | ----- |
| 1     | Hongrie            | 3  | 2      | 2      | 7     |
| 2     | Pays-Bas           | 1  | 3      | 0      | 4     |
| 3     | Portugal           | 1  | 0      | 1      | 2     |
| 4     | République tchèque | 0  | 0      | 1      | 1     |
| -     | Slovaquie          | 0  | 0      | 1      | 1     |
| Total | Total              | 5  | 5      | 5      | 15    |